# Vitry-en-Montagne
Vitry-en-Montagne är en kommun i departementet Haute-Marne i regionen Grand Est (tidigare regionen Champagne-Ardenne) i nordöstra Frankrike. Kommunen ligger i kantonen Auberive som tillhör arrondissementet Langres. År 2022 hade Vitry-en-Montagne 29 invånare.

## Befolkningsutveckling
Antalet invånare i kommunen Vitry-en-Montagne
| Referens: INSEE |